# Országok címerének képtára
Az alábbi képtár a független államok aktuális címerét mutatja be.

## A

Albánia címere
Algéria címere
Amerikai Egyesült Államok címere
Andorra címere
Angola címere
Antigua és Barbuda címere
Argentína címere
Ausztrália címere
Ausztria címere
Azerbajdzsán címere

## B

Bahama-szigetek címere
Bahrein címere
Banglades címere
Barbados címere
Belgium címere
Belize címere
Benin címere
Bhután címere
Bissau-Guinea címere
Bolívia címere
Bosznia-Hercegovina címere
Botswana címere
Brazília címere
Brunei címere
Bulgária címere
Burkina Faso címere
Burundi címere

## C

Chile címere
Comore-szigetek címere
Costa Rica címere

## Cs

Csád címere
Csehország címere

## D

Dánia címere
Dél-Korea címere
Dél-Szudán címere
Dominikai Köztársaság címere

## Dzs

Dzsibuti címere

## E

Ecuador címere
Egyenlítői-Guinea címere
Egyesült Arab Emírségek címere
az Egyesült Királyság címere
Egyiptom címere
Elefántcsontpart címere
Eritrea címere
Etiópia címere

## É

Észak-Korea címere
Észtország címere

## F

Fehéroroszország címere
Fidzsi-szigetek címere
Finnország címere
Franciaország címere
Fülöp-szigetek címere

## G

Gabon címere
Gambia címere
Ghána címere
Görögország címere
Grúzia címere
Guatemala címere
Guinea címere
Guyana címere

## H

Haiti címere
Hollandia címere
Honduras címere
Horvátország címere

## I

India címere
Indonézia címere
Irak címere
Irán címere
Izland címere
Izrael címere

## Í

Írország címere

## J

Jamaica címere
Japán címere
Jemen címere
Jordánia címere

## K

Kambodzsa címere
Kamerun címere
Kanada címere
Katar címere
Kazahsztán címere
Kelet-Timor címere
Kenya címere
Kína címere
Kirgizisztán címere
Kiribati címere
Kolumbia címere
a Kongói Demokratikus Köztársaság címere
a Kongói Köztársaság címere
a Közép-afrikai Köztársaság címere
Kuba címere
Kuvait címere

## L

Laosz címere
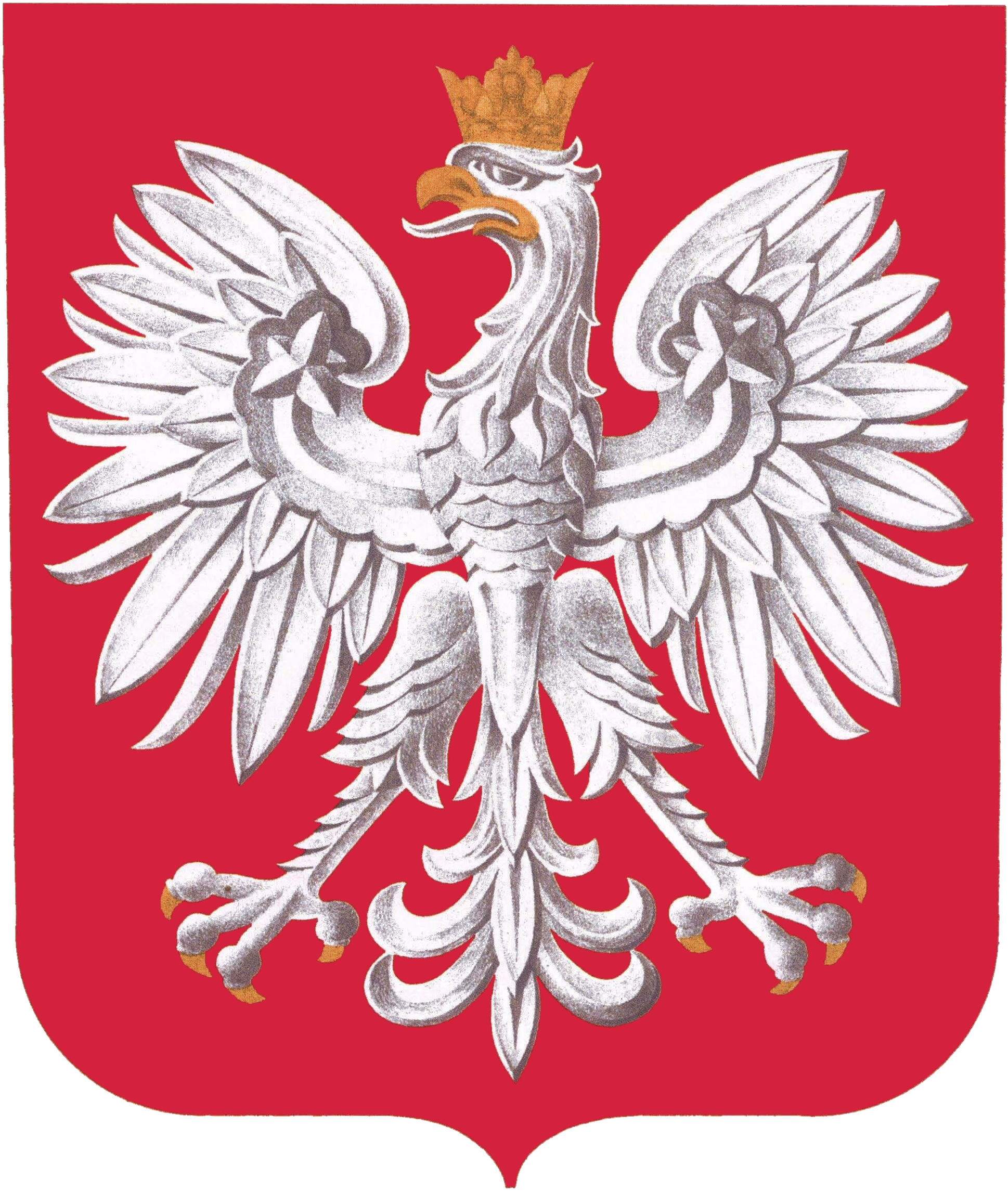
Lengyelország címere
Lesotho címere
Lettország címere
Libanon címere
Libéria címere
Líbia címere
Liechtenstein címere
Litvánia címere

## M

Macedónia címere
Madagaszkár címere
Magyarország címere
Malajzia címere
Malawi címere
Maldív-szigetek címere
Mali címere
Málta címere
Marokkó címere
Marshall-szigetek címere
Mauritánia címere
Mauritius címere
Mexikó címere
Mianmar címere
Mikronézia címere
Moldova címere
Monaco címere
Mongólia címere
Montenegró címere
Mozambik címere

## N

Namíbia címere
Nauru címere
Németország címere
Nepál címere
Nicaragua címere
Niger címere
Nigéria címere
Norvégia címere

## O

Olaszország címere
Omán címere
Oroszország címere

## Ö

Örményország címere

## P

Pakisztán címere
Palesztina címere
Panama címere
Paraguay címere
Peru címere
Portugália címere

## R

Románia címere
Ruanda címere

## S

Saint Kitts és Nevis címere
Saint Lucia címere
Saint Vincent címere
Salamon-szigetek címere
Salvador címere
San Marino címere
São Tomé és Príncipe címere
a Seychelle-szigetek címere
Sierra Leone címere
Spanyolország címere
Srí Lanka címere
Suriname címere
Svájc címere
Svédország címere

## Sz

Szamoa címere
Szaúd-Arábia címere
Szenegál címere
Szerbia címere
Szingapúr címere
Szíria címere
Szlovákia címere
Szlovénia címere
Szomália címere
Szudán címere
Szváziföld címere

## T

Tádzsikisztán címere
Tajvan címere
Tanzánia címere
Thaiföld címere
Togo címere
Tonga címere
Törökország címere
Trinidad és Tobago címere
Tunézia címere
Tuvalu címere
Türkmenisztán címere

## U

Uganda címere
Ukrajna címere
Uruguay címere

## Ú

Új-Zéland címere

## Ü

Üzbegisztán címere

## V

Vanuatu címere
a Vatikán címere
Venezuela címere
Vietnám címere

## Z

Zambia címere
Zimbabwe címere
a Zöld-foki Köztársaság címere